# Perjodat
Perjodat je anjon koji se sastoji od joda i kiseonika. Postoje dve forme perjodata, IOmetaperjodat 4− i ortoperjodat 65−. Perjodat je konjugovana baza perjodatne kiseline. U neutralnoj i slabo kiseloj sredini uglavnom je prisutan IO4− u ravnoteži sa manjom količinom . U baznoj sredini se formira , kao i neki drugi joni.
Slično sa teluri, a za razliku od lakših halogena, jod teži da formira heksakoordinatna jedinjenja, te su joni oblika  visoko zastupljeni. Tetrakoordinatne jedinice, kao što je IO4−, su takođe uobičajene za jod. Lakši halogeni moju da formiraju jedino tetrakoordinatne molekule, npr. perhlorat.
Natrijum metaperjodat se može formirati oksidacijom natrijum jodida sa natrijum hipohloritom.

## Primeri
- Kalijum perjodat, 4
- Natrijum perjodat, 4